# جيسيكا هيب
جيسيكا هيب (بالإنجليزية: Jessica Heap)‏ هي ممثلة أمريكية، ولدت في 4 مارس 1983 في باتون روج في الولايات المتحدة.

## أعمال

### أفلام
- فضيحة مشجعات تكساس

## وصلات خارجية
- الموقع الرسمي
- جيسيكا هيب على موقع IMDb (الإنجليزية)
- جيسيكا هيب على موقع قاعدة بيانات الفيلم (الإنجليزية)